# Automolis subpallens
Automolis subpallens är en fjärilsart som beskrevs av Sergius G. Kiriakoff 1956. Automolis subpallens ingår i släktet Automolis och familjen björnspinnare. Inga underarter finns listade i Catalogue of Life.